# Karl Piepho (Heimatforscher)
Karl Piepho (geboren 9. Februar 1882 in Münder am Deister; gestorben 1959 in Göttingen) war ein deutscher Lehrer, Heimatforscher und Heimatdichter.

## Leben
Der unter anderem in Hamelspringe tätige Pädagoge war der Vater der 1920 geborenen Malerin Annemarie Rein-Piepho.
Karl Piepho hat sich insbesondere als Hauptautor der Chronik um die posthum 1960 erschienene Geschichtsschreibung seines Geburtsortes Münder verdient gemacht.

## Schriften (Auswahl)
- Kallo kann wohl lachen. Ferienerlebnisse eines Jungen, Reutlingen: Enßlin & Laiblin, [19]39
- Wilhelm Oltrogge (Hrsg.), Karl Piepho et al.: Geschichte der Stadt Bad Münder, Bad Münder/Deister: Stadt[verwaltung], 1960
- Rolf, der kleine Tierfreund. Erlebnisse eines Grossstadtkindes (= Blaue Bändchen, Bd. 202), mit Textzeichnungen von Fritz Loehr, 123.–126. Tsd. der Gesamtauflage und 9.–12. Tsd. der bearbeiteten Neuausgabe 1963, Köln: Schaffstein, [1966]
- Karl Piepho (Hrsg.): Klaus Klimperkleins seltsame Erlebnisse. Für den Schul- und Unterrichtsgebrauch (= Blaue Bändchen, Bd. 269), mit Zeichnungen von Fritz Loehr, 43.–45. Tsd., Köln: Schaffstein, [1968]